# Andrés el Apóstol
Andrés el Apóstol (en griego: Ἀνδρέας, Andréas; comienzos del siglo I-mediados del siglo I), también conocido como san Andrés, fue  el primer apóstol de Jesús. En la Iglesia ortodoxa es conocido como Protocletos (del griego Πρωτόκλητος Prōtoklētos, «el primer llamado»). Era el hermano mayor del apóstol Pedro.
El nombre Andrés proviene del griego ἀνδρείος, «valeroso». Era común entre judíos, cristianos y pueblos helenizados de la provincia de Judea. No hay ningún nombre arameo o hebreo que se corresponda con Andrés. Según la tradición, el sucesor de Andrés es el patriarca de Constantinopla.

## En el Nuevo Testamento
El Nuevo Testamento indica que Andrés era hermano de Pedro. Ambos eran hijos de Jonás. Según el Evangelio de Juan, los apóstoles Pedro, Andrés y Felipe eran de Betsaida (Juan 1:44), una localidad junto al Mar de Galilea. Según Juan el Evangelista, al principio Jesús se fue a vivir con sus discípulos a una casa en Cafarnaún, donde estaban su madre, María, y sus hermanos (Juan 2:12).
Andrés y Pedro eran pescadores. Según los evangelios de Mateo y Marcos, Jesús les hizo sus discípulos diciéndoles que les haría "pescadores de hombres" (en griego ἁλιεῖς ἀνθρώπων, halieĩs anthrōpōn).
En el Evangelio de Mateo (Mateo 4:18-22) y en el Evangelio de Marcos (Marcos 1:16), Pedro y Andrés fueron hechos juntos discípulos de Jesús cuando pescaban con su red en el Mar de Galilea.
En el Evangelio de Lucas, cuando Jesús escogió a Pedro como discípulo, se menciona que Pedro estaba pescando y que, gracias a un milagro de Jesús, pescó muchos peces con su red donde llevaba mucho tiempo sin lograr pescar nada (Lucas 5:3-7). No obstante, no se menciona a Andrés en ese pasaje.
El Evangelio de Juan dice que Andrés era un discípulo de Juan el Bautista. Según Juan el Evangelista, Juan el Bautista señaló a Jesús y dijo "ahí está el Cordero de Dios" y varios discípulos suyos pasaron a ser seguidores de Jesús. Según este evangelio, Andrés le dijo a su hermano Pedro que había encontrado al Mesías y lo llevó ante él. Entonces Jesús nombró discípulo a Pedro también (Juan 1:35-42).
En los evangelios se habla de Andrés como alguien muy importante y como uno de los discípulos más vinculados a Jesús (Marcos 13:3, Juan 6:8, Juan 12:22). En el libro de Hechos de los apóstoles solo se le menciona una vez (Hechos 1:13).
Los cuatro evangelios canónicos narran un hecho en el que Jesús alimenta a muchas personas multiplicando una pequeña cantidad de panes y pescados. Según el Evangelio de San Juan, fue Andrés el que le presentó a un muchacho diciéndole que ese joven tenía comida, pero que solo contaba con cinco panes de cebada y dos peces. Con eso, Jesús obró el milagro de la multiplicación de los panes y los peces, con los que dio de comer a 5000 personas (Juan 6:1-15).
Juan el Evangelista narra que unos griegos quisieron ver a Jesús y para ello hablaron primero con el apóstol Felipe. Luego, Felipe se dirigió a Andrés, que a su vez se lo comunicó a Jesús (Juan 12:20-22).
Andrés estuvo presente en la Última Cena como los demás apóstoles.

## En la tradición cristiana

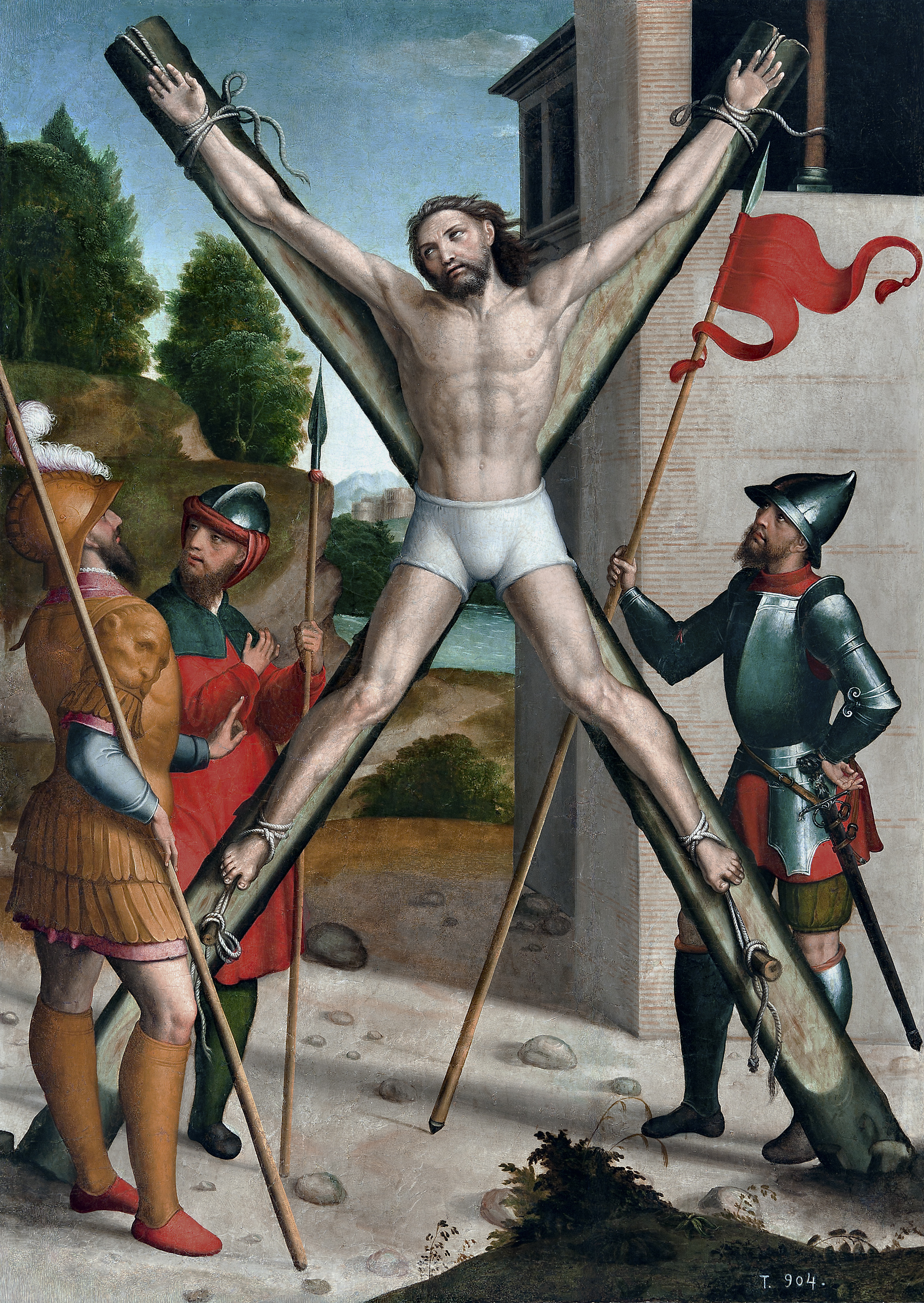
Crucifixión de san Andrés, por Juan Correa de Vivar, 1540-1545.

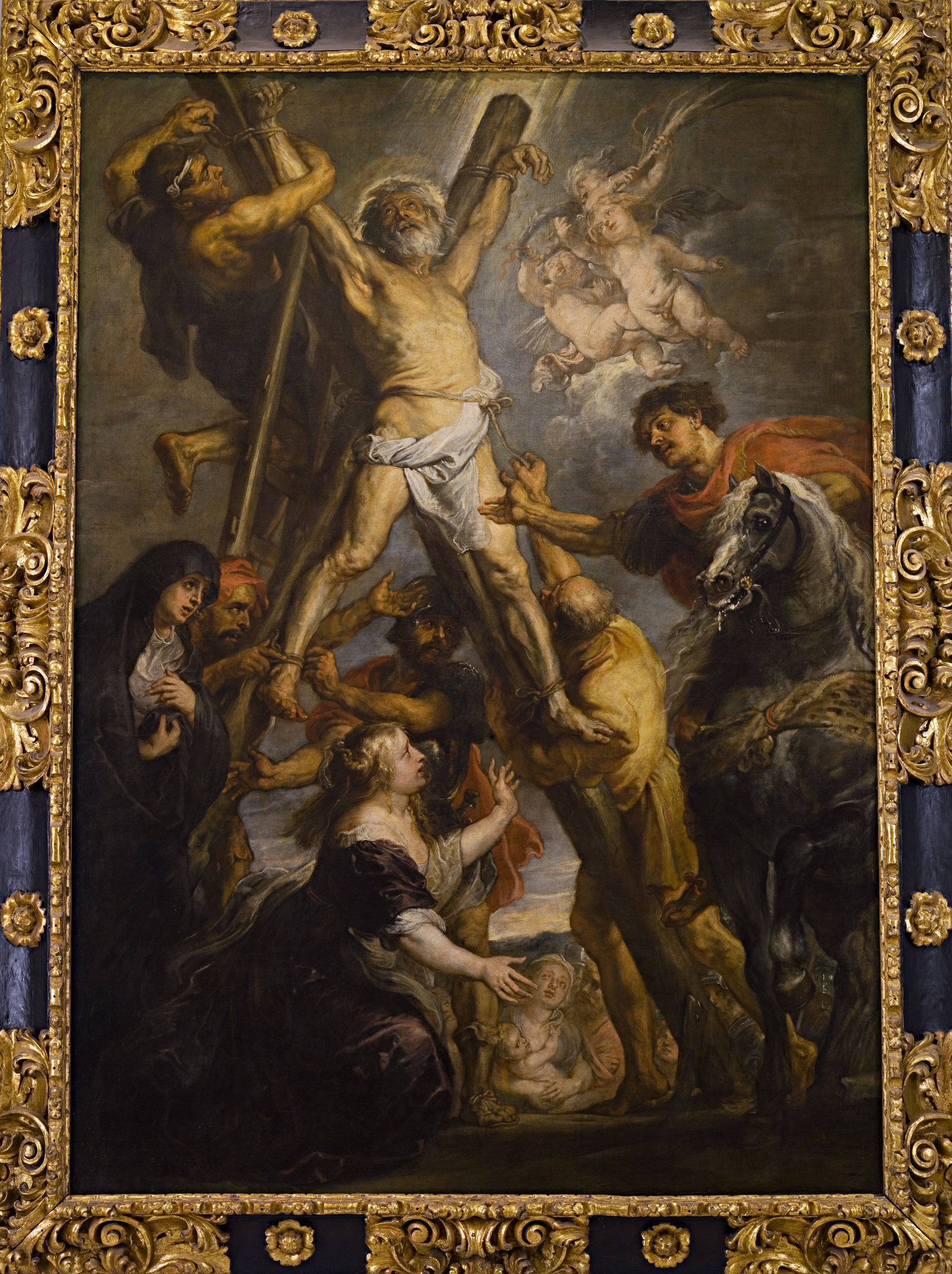
Martirio de San Andrés, pintado por Rubens.

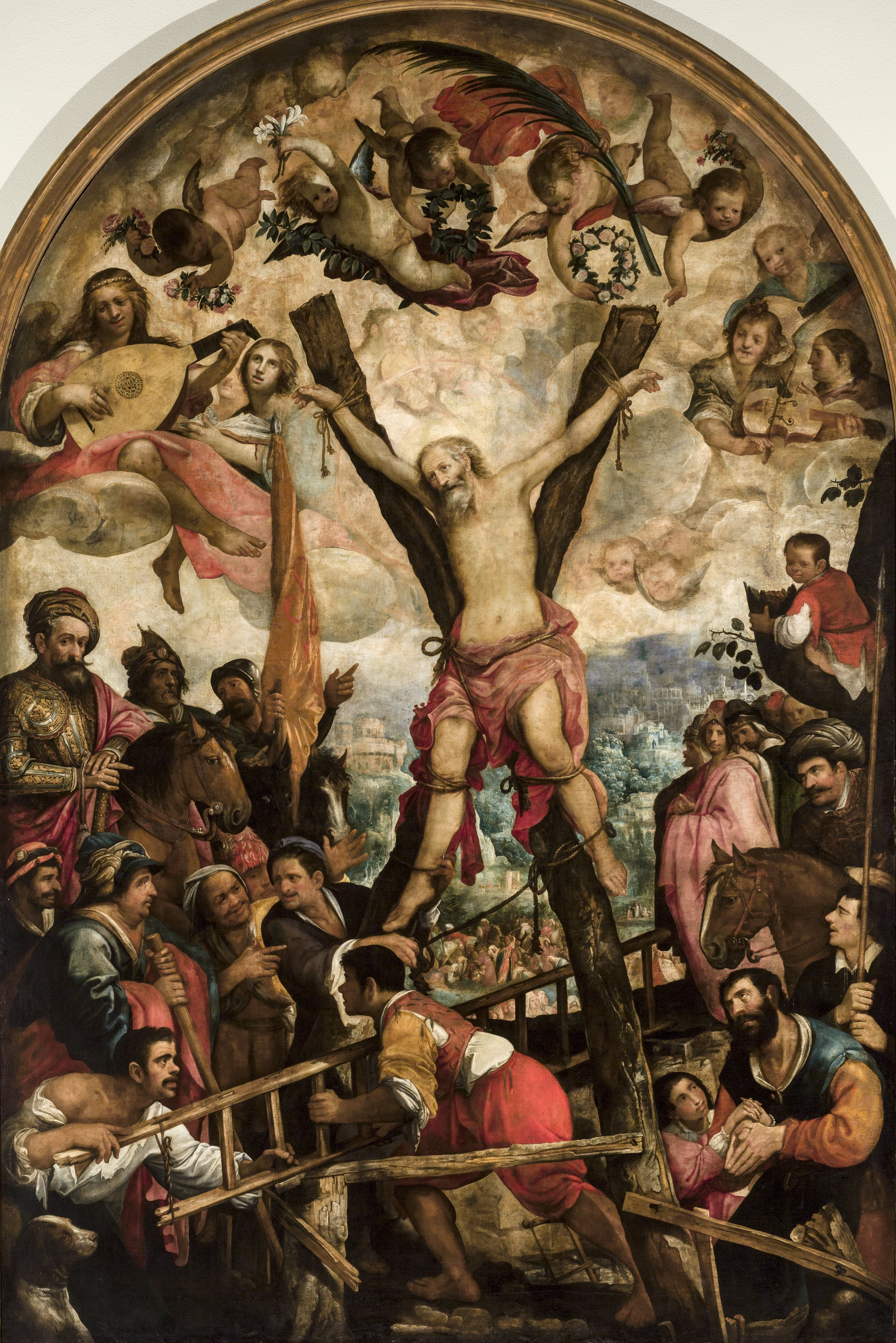
Martirio de San Andrés, pintado por Juan de Las Roelas, en 1612.

Eusebio de Cesarea citó a Orígenes en su obra de historia de la Iglesia. En la cita, Orígenes dice que Andrés predicó en Escitia. La Crónica de Néstor añade que predicó por los alrededores del mar Negro y del río Dniéper hasta llegar a Kiev, que desde ahí fue a Nóvgorod. Por esto es patrón de Ucrania, Rumanía y Rusia.
La tradición dice que fundó una sede episcopal en Bizancio (posteriormente Constantinopla y luego Estambul) en el año 38 d. C. y que nombró como obispo a Estacio. Según Hipólito de Roma, Andrés predicó en Tracia. La presencia de Andrés en Bizancio se menciona en unos Hechos de los apóstoles apócrifos conocidos como los ya mencionados Hechos de Andrés. De estos Hechos apócrifos solo se conservan fragmentos y textos refundidos, y el conjunto pudiera datar de la segunda mitad del siglo II. Se ha especulado sobre la autoría de estos textos, que tienen detalles encratitas y gnósticos. Según el académico E. Amann, estos Hechos tienen "compromiso cristiano" pero tienen detalles heterodoxos.
Basilio de Seleucia dijo que Andrés había viajado como misionero a Tracia, Escitia y Acaya.
Esta diócesis podría haber derivado posteriormente en el patriarcado de Constantinopla. Andrés y Estacio son considerados los santos patrones del patriarcado.
En el Librus miracults Andreae Apostoli, atribuido a Gregorio de Tours (538-594), se narra la vida de Andrés desde Jerusalén hasta Grecia, pasando por las costas del mar Negro.
Hay otras obras antiguas sobre san Andrés que son totalmente legendarias, como los Hechos de Andrés y Matías en la ciudad de los antropófagos (de los cuales existen versiones en griego, latín, copto, siríaco, etíope y una refundición anglosajona) y los Hechos de los santos apóstoles Pedro y Andrés (en griego, eslavo y etíope).
En los Hechos de Andrés se narra que Egeas (o Aegeates), procónsul de Patras, ordenó ejecutarle al ver que Andrés había convertido a su esposa.

Maximila y a miles de personas al cristianismo y que tanto él como sus seguidores se negaban a rendir culto a los dioses paganos, ordenó que fuese azotado por siete hombres y que fuese crucificado. Egeas especificó a los verdugos que no perforaran sus piernas, sino que las atasen, para que así tardase más tiempo en morir. Andrés siguió predicando en la cruz hasta su muerte. Maximila se separó de Egeas por su personalidad perversa y, al verse solo, Egeas se quitó la vida en su casa.

En la obra Passio sancti Andreae Apostoli, compuesta a finales del siglo IV, se hace un relato de este hecho, con algunas variaciones, de la siguiente forma:

Andrés llegó a la provincia Acaya, donde convirtió a muchas personas al cristianismo y construyó varias iglesias. Entre los conversos estaba Maximila, la esposa del procónsul Egeas. Cuando el procónsul se enteró, acudió a la ciudad de Patras para ordenar a los cristianos que hicieran sacrificios a los ídolos paganos. Andrés le dijo que no lo harían e intentó convertir al propio Egeas al cristianismo. El procónsul ordenó el encarcelamiento de Andrés y, tras cierto tiempo, lo llamó a su presencia y le amenazó con suplicios y la muerte en la cruz si no hacía sacrificios a los ídolos. Andrés dijo que mientras más se negara más agradaría a Dios y Egeas ordenó que le azotasen veintiún hombres. Posteriormente fue llevado al patíbulo y luego fue desvestido y crucificado en público. Tardó dos días en morir y, durante ese tiempo, predicaba a las miles de personas que se acercaban.

Durante ese tiempo, miles de personas protestaron contra Egeas por el trato dado a Andrés. Por ello, Egeas se presentó ante Andrés crucificado y le indultó, pero Andrés negó el indulto. Los guardias de Egeas intentaron desatarle pero al tocar la cruz y las cuerdas quedaban paralizados de pies y manos. Los seguidores de Andrés intentaron lo mismo y también quedaron paralizados. Tras esto, Andrés dijo una oración y, tras esta plegaria, una luz intensa iluminó la cruz durante media hora. Pasado ese tiempo Andrés murió. Maximila se hizo cargo del cuerpo y le dio sepultura. Cuando Egeas regresaba a su casa murió repentinamente.

## Iconografía

Cruz de San Andrés.

A san Andrés se le suele representar crucificado en una cruz en forma de X. Así se puede apreciar, por ejemplo, en el cuadro Martirio de San Andrés de Bartolomé Esteban Murillo o en el cuadro del mismo nombre de Rubens. Caravaggio, no obstante, lo representó en una cruz normal.
San Andrés es patrón de Borgoña. La prosperidad del ducado de Borgoña a partir de la etapa de Felipe I el Bueno y la incorporación de ese ducado a la Corona española propiciaron que la cruz de San Andrés se popularizase en muchos lugares a partir de la Edad Media. En la actualidad sigue presente en algunos estandartes, como el de la marina rusa, ya que san Andrés es patrón de ese país.

## Reliquias
Las reliquias de San Andrés el Apóstol se encuentran mayormente en sus dos principales santuarios: la Catedral de San Andrés Apóstol en Amalfi (Italia) y en la Catedral de San Andrés Apóstol en la ciudad de Patras en Grecia. 
Los restos de San Andrés fueron llevados a Amalfi desde Constantinopla en 1206 durante la Cuarta Cruzada por el Cardenal Pedro de Capua. 
El Apóstol fue martirizado en la ciudad de Patras, Acaya. En la catedral de la ciudad se encuentran varias reliquias: el dedo meñique, parte de la parte superior del cráneo del Apóstol, y pequeñas porciones de la cruz en la que fue martirizado, todo guardado en un relicario especial. El sagrado cráneo del Apóstol fue enviado allí desde la Basílica de San Pedro en Roma (se hallaba en el interior del pilar suroeste, mirando al baldaquino), en septiembre de 1964, por orden del Papa Pablo VI. La cruz de San Andrés fue tomada de Grecia durante las cruzadas por el duque de Borgoña. Partes de la cruz se mantuvieron desde la Edad Media en la Abadía de San Víctor de Marsella. Fueron devueltos a Patras en 1980.

## Patronazgo

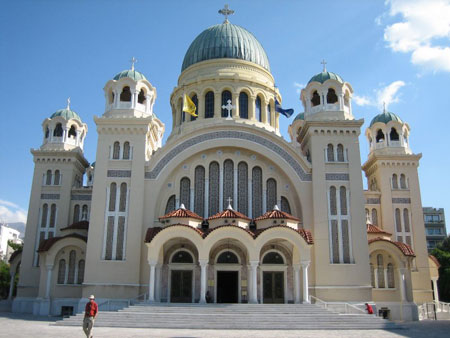
Catedral de San Andrés Apóstol en Patras (Grecia). En esta ciudad el Apóstol murió martirizado y se encuentran parte de sus reliquias.

San Andrés está considerado el primer patriarca de la Iglesia ortodoxa. Paralelamente, Pedro Apóstol lo es de la Iglesia católica y Marcos el Evangelista lo es de la Iglesia copta.
En lo que respecta a lugares en Europa es patrón de: Rusia; Rumanía; Ucrania; Escocia (Reino Unido); Sicilia (Italia); Almalfi (Italia); Borgoña (Francia); Patras (Grecia); Luqa (Malta); Esgueira (Portugal); San Andrés, en Tenerife (España); San Andrés y Sauces, en La Palma (España); Usansolo, en la provincia de Vizcaya (España);  Navalmoral de la Mata en la provincia de Cáceres (España); Éibar, en la provincia de Guipúzcoa (España); Encinasola, en la provincia de Huelva (España); Baeza, en la provincia de Jaén (España); Pobladura de Pelayo García, en la provincia de León (España); Pobladura de Sotiedra, en la provincia de Valladolid (España);Pobladura de Yuso, en la provincia de León (España); Berlangas de Roa, en la provincia de Burgos (España); Ligüerzana, en Palencia (España); Villahán, Provincia de Palencia (España), Castillo de Bayuela, provincia de Toledo (España); Almoradí, en la provincia de Alicante (España); Estella, Navarra (España); San Andrés de Palomar, distrito de Barcelona (España); Adamuz, provincia de Córdoba (España); el municipio de San Andrés, en la localidad de Cameros de La Rioja (España), San Andrés del Rabanedo (Provincia de León,España), San Andrés de Montejos (León, España) y Vega de Espinareda también en la provincia de León, España.
En América es patrón de: Huasquiña (Chile); Pica (Chile); archipiélago San Andrés y Providencia (Colombia); San Andrés Tuxtla y San Andrés Tenejapan en el estado de Veracruz (México); Chalchicomula de sesma antes san Andrés Chalchicomula Puebla,Acatlán, en el estado de Puebla;  San Andrés Totoltepec y San Andrés, Mixquic, CDMX, (México); San Andrés en Guadalajara, Jalisco, (México); San Andrés de Tupicocha, en Huarochirí-Lima (Perú); Onoto, municipio Cajigal del estado Estado Anzoátegui (Venezuela).[cita requerida]
Fue patrón de Prusia.
Desde 1594 es patrón la Fundación Carlos de Amberes (Real Diputación de San Andrés de los Flamencos) de Madrid, que es una de las fundaciones más antiguas de Europa.
Da nombre a la bahía de San Andrés de Florida (Estados Unidos).
Es patrón de los pescadores y los fabricantes de cuerda.
Desde el año 2012 es el patrón de la acuicultura española
| Predecesor: - | Obispo de Bizancio 34–38 | Sucesor: Estacio el Apóstol |